# Jean-Pierre Barillet-Deschamps

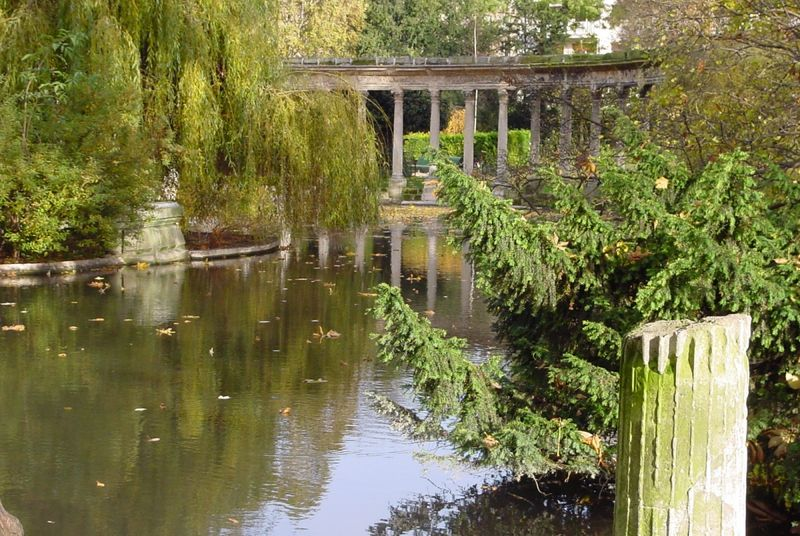
Part del parc Monceau, projectat per Barillet-Deschamps.

Jean-Pierre Barillet-Deschamps (Saint-Antoine-du-Rocher, 1824 - Vichèi, 1873) fou un jardiner i paisatgista  francès.

## Biografia
Fill d'un obrer jardiner, el 1841 esdevingué «monitor» de jardineria, format a l'escola de contramestres de « La Paternelle», primera colònia agrícola i penitenciària fundada a Mettray, prop de Tours, el juny de 1839, pel vescomte de Bretignières de Courteilles i Frédéric-Auguste Demetz. En el seu discurs per a la sortida de la primera promoció, Bretignières de Courteilles adreça a Barillet-Deschamps aquestes paraules profètiques: «Obrer jardiner com el teu pare, seràs un dels nostres primers horticultors ».
Funda més tard un establiment hortícola a Bordeus. Cridat a París pel prefecte Haussmann, participa, sota l'autoritat dels enginyers Jean-Charles Alphand i Eugène Belgrand, amb el títol (del que en fou el primer titular) de «Jardiner en cap del Servei dels Passeigs i Plantacions de la Ciutat de París», a la transformació de la capital al si del destacable equip de professionals dels que havia sabut envoltar-se el prefecte, entre els que s'hi comptaven Victor Baltard, Gabriel Davioud, Jacques Hittorff… Barillet-Deschamps redissenyà els boscos de Boulogne i de Vincennes, i creà el jardin du Luxemburg, el parc Monceau, el parc des Buttes-Chaumont i el parc Montsouris. El 1865, creà el jardí anglès del jardí de les plantes de Le Mans. A Lille dissenyà el jardí Vauban, i a Roubaix el parc Barbieux.
Creà una Maison d'Architecte Paysagiste, obrí un planter i un jardí a La Muette i començà una carrera internacional: se'l cridà a Marsella, a Ieras, a Milà i Torí (Plaça Carlo Felice), a Bèlgica, a Àustria, a Prússia, i fins i tot a Egipte on fou demanat al Caire pel khedive. Hi arribà el 1870 i hi treballà fins a 1875, data en què contragué la malaltia pulmonar de què moriria als cinquanta anys.

## Obra
Inaugurà un tipus de jardí inspirat en al jardí anglès, caracteritzat per gespes ondejades i les formes sinuoses dels passeigs i dels llacs. La riquesa i l'exotisme de la decoració vegetal i del mobiliari testimoniaven la modernitat i prosperitat del  Segon Imperi. S'ha pogut retreure a Barillet-Deschamps la repetitivitat del seu estil, és qualificat de vegades d'eclèctic i presentat com una desnaturalització del jardí anglès per l'estàndard, l'esperit del lloc i les particularitats locals que són poc tingudes en compte. Tot i això l'obra de Barillet-Deschamps, que serví a províncies i a l'estranger de vegades de model, de vegades de contramodel, caracteritzà l'art dels jardins del segle xix, i deixà la seva empremta al segle xx.